# Pedostrangalia muneaka
Pedostrangalia muneaka là một loài bọ cánh cứng trong họ Cerambycidae.